# Grand Sirenis
Grand Sirenis är en ort i Mexiko.   Den ligger i kommunen Solidaridad och delstaten Quintana Roo, i den östra delen av landet, 1 200 km öster om huvudstaden Mexico City. Grand Sirenis ligger 6 meter över havet och antalet invånare är 125.
Terrängen runt Grand Sirenis är mycket platt. Havet är nära Grand Sirenis åt sydost.  Närmaste större samhälle är Akumal, 3,6 km sydväst om Grand Sirenis. 